# Münsterländische Tageszeitung
Die Münsterländische Tageszeitung (MT) ist eine Tageszeitung mit Sitz in Cloppenburg, die von Montag bis Samstag erscheint. Das Verbreitungsgebiet ist vor allem der Landkreis Cloppenburg im Oldenburger Münsterland.
Die verkaufte Auflage beträgt 14.092 Exemplare, ein Minus von 25,5 Prozent seit 1998. Redaktionsleiterin ist Angelika Hauke. Die Zeitung ist nach eigenen Angaben das amtliche Bekanntmachungsblatt des Kreises Cloppenburg und der dazugehörigen Städte und Gemeinden.

## Geschichte
Die Zeitung wurde im September 1881 als Wochenblatt für Stadt und Amt Cloppenburg gegründet. 1886 kaufte der 22-jährige Hermann Imsiecke die Druckrechte und führte die Zeitung im Verlag Hermann Imsiecke Druck und Verlag. Das Unternehmen befindet sich weiterhin in Familienbesitz. Am 1. Oktober 1906 wurde das damalige Wochenblatt für die Amtsbezirke Cloppenburg und Friesoythe in Münsterländische Tageszeitung umbenannt und erschien fortan täglich. Am 31. März 1945 wurde das Erscheinen der Zeitung vorübergehend eingestellt. Am 1. Oktober 1949 startete sie wieder, diesmal als Morgen- und nicht mehr als Mittagszeitung. Als weitere Untertitel kamen das 1941 gekaufte Löninger Volksblatt und das Friesoyther Tageblatt hinzu.
Zum 1. Januar 2020 fusionierten die Münsterländische Tageszeitung und die Oldenburgische Volkszeitung zur OM-Mediengruppe.

## Auflage
Die Münsterländische Tageszeitung hat wie die meisten deutschen Tageszeitungen in den vergangenen Jahren an Auflage eingebüßt. Die verkaufte Auflage ist in den vergangenen 10 Jahren um durchschnittlich 2 % pro Jahr gesunken. Im vergangenen Jahr hat sie um 4,4 % abgenommen. Sie beträgt gegenwärtig 14.092 Exemplare. Der Anteil der Abonnements an der verkauften Auflage liegt bei 89,8 Prozent.
| 1998  | 1999  | 2000  | 2001  | 2002  | 2003  | 2004  | 2005  | 2006  | 2007  | 2008  | 2009  | 2010  | 2011  | 2012  | 2013  | 2014  | 2015  | 2016  | 2017  | 2018  | 2019  | 2020  | 2021  | 2022  | 2023  | 2024  |
| ----- | ----- | ----- | ----- | ----- | ----- | ----- | ----- | ----- | ----- | ----- | ----- | ----- | ----- | ----- | ----- | ----- | ----- | ----- | ----- | ----- | ----- | ----- | ----- | ----- | ----- | ----- |
| 18921 | 18858 | 18700 | 18643 | 18610 | 18401 | 18320 | 18194 | 17903 | 17784 | 17699 | 17677 | 17633 | 17567 | 17300 | 17295 | 17183 | 17030 | 16912 | 16720 | 16586 | 16418 | 16311 | 15919 | 15392 | 14742 | 14092 |